# Sigmophoranema monstrosum
Sigmophoranema monstrosum är en rundmaskart som först beskrevs av Gerlach 1956.  Sigmophoranema monstrosum ingår i släktet Sigmophoranema och familjen Desmodoridae. Inga underarter finns listade i Catalogue of Life.